# Andrés Alcón Calduch
Andrés Alcón Calduch (València, 30 de novembre de 1782 - Madrid, 1 de novembre de 1850) fou un farmacèutic i químic valencià, acadèmic fundador de la Reial Acadèmia de Ciències Exactes, Físiques i Naturals.

## Biografia
Fill d'un farmacèutic, després de fer les pràctiques de farmàcia a València es traslladà a Madrid, on va estudiar química amb Joseph Louis Proust, botànica al Reial Jardí Botànic de Madrid amb Antoni Josep Cavanilles i Palop i mineralogia amb Christian Herrgen. El 1804 es va llicenciar en farmàcia i en 1805 en química. Després viatjà a París, on va estudiar amb Louis Nicolas Vauquelin, Louis Jacques Thénard i Joseph Louis Gay-Lussac. Va lluitar activament a la guerra del francès i després va obtenir la càtedra de química al Reial Col·legi de Farmàcia de Sant Ferran i del Reial Museu de Ciències Naturals.
En 1822 fou nomenat catedràtic de química de la Universitat Complutense de Madrid, però a causa de les seves idees liberals després de l'arribada dels Cent Mil Fills de Sant Lluís es va exiliar a Edinburg, Londres i París. No va tornar a Espanya fins a 1830. Fou elegit diputat per València a les Corts de 1836, 1837, 1839, 1840, 1841 i 1843. Després fou president de la Junta Governativa del Reial Museu de Ciències Naturals, Inspector de Farmàcia i president de la Junta Directiva del Cos de Sanitat Militar. En 1847 la reina el va nomenar acadèmic fundador de la recentment constituïda Reial Acadèmia de Ciències Exactes, Físiques i Naturals.